# Lesley Charles
Pour les articles homonymes, voir Charles.
Lesley Charles (née le 15 juillet 1952) est une joueuse de tennis britannique, professionnelle dans les années 1970 et jusqu'en 1981.
En 1974, elle a joué le 4e tour à Wimbledon (battue par Billie Jean King), sa meilleure performance en simple dans une épreuve du Grand Chelem. 
Lesley Charles s'est essentiellement illustrée dans les épreuves de double (sept titres), en particulier au Royaume-Uni.

## Palmarès

### Titre en simple dames
| No | Date       | Nom et lieu du tournoi           | Catégorie | Surface    | Finaliste | Score    |  |
| -- | ---------- | -------------------------------- | --------- | ---------- | --------- | -------- |  |
| 1  | 24-11-1980 | South African Open, Johannesburg |           | Dur (ext.) | Rene Uys  | 7-5, 6-4 |  |

### Finale en simple dames
Aucune

### Titres en double dames
| No | Date       | Nom et lieu du tournoi                           | Catégorie | Dotation | Surface         | Partenaire          | Finalistes                         | Score         |          |
| -- | ---------- | ------------------------------------------------ | --------- | -------- | --------------- | ------------------- | ---------------------------------- | ------------- | -------- |
| 1  | 29-05-1972 | Rothmans Surrey GC Championships Surbiton        |           | NC       | Gazon (ext.)    | Jackie Fayter-Hough | Patricia Coleman Wendy Turnbull    | 6-4, 7-7      | Parcours |
| 2  | 14-11-1973 | Dewar Cup Final Londres                          | Dewar Cup | NC       | Moquette (int.) | Glynis Coles        | Virginia Ruzici Mariana Simionescu | 6-3, 7-5      | Parcours |
| 3  | 27-05-1974 | Rothmans Surrey GC Championships Surbiton        |           | NC       | Gazon (ext.)    | Sue Mappin          | Sue Barker Kate Latham             | 6-1, 6-0      | Parcours |
| 4  | 08-07-1974 | Green Shield Welsh Championships Newport         |           | NC       | Gazon (ext.)    | Sue Mappin          | Julie Heldman Paulina Peisachov    | 5-0, ab.      | Parcours |
| 5  | 18-08-1974 | Virginia Slims of Newport Newport (RI)           |           | 30 000 $ | Gazon (ext.)    | Sue Mappin          | Gail Sherriff Julie Heldman        | 6-2, 7-5      | Parcours |
| 6  | 07-10-1974 | Melia Trophy Madrid                              |           | NC       | Terre (ext.)    | Sue Mappin          | Kora Schediwy Helga Masthoff       | 6-2, ab.      |          |
| 7  | 28-10-1974 | Dewar Cup of Cardiff Cardiff                     | Dewar Cup | NC       | Moquette (int.) | Sue Mappin          | Jackie Fayter-Hough Joyce Barclay  | 3-6, 6-2, 6-2 | Parcours |
| 8  | 12-05-1975 | Coca-Cola British HC Championships Bournemouth   |           | NC       | Terre (ext.)    | Sue Mappin          | Linky Boshoff Greer Stevens        | 6-3, 6-3      | Parcours |
| 9  | 29-05-1978 | Ely's Surrey Grass Courts Championships Surbiton |           | NC       | Gazon (ext.)    | Winnie Shaw         | Clare Harrison Debbie Jevans       | 6-2, 6-4      | Parcours |
| 10 | 26-11-1979 | South African Open Johannesburg                  |           | 175000 $ | Dur (ext.)      | Tanya Harford       | Françoise Dürr Marise Kruger       | 6-1, 6-3      | Parcours |

### Finales en double dames
| No | Date       | Nom et lieu du tournoi                             | Catégorie | Dotation | Surface         | Vainqueures                   | Partenaire          | Score         |          |
| -- | ---------- | -------------------------------------------------- | --------- | -------- | --------------- | ----------------------------- | ------------------- | ------------- | -------- |
| 1  | 02-01-1973 | New South Wales Open Sydney                        |           | 9 500 $  | Gazon (ext.)    | Chris O'Neil Kazuko Sawamatsu | Glynis Coles        | 6-3, 6-4      | Parcours |
| 2  | 14-05-1973 | Rothmans Surrey Hard Court Championships Guildford |           | NC       | Terre (ext.)    | Patti Hogan Sharon Walsh      | Glynis Coles        | Partage       |          |
| 3  | 11-11-1974 | Dewar Cup Final Londres                            | Dewar Cup | NC       | Moquette (int.) | Virginia Wade Sharon Walsh    | Sue Mappin          | 6-2, 6-7, 6-2 | Parcours |
| 4  | 10-05-1976 | Coca-Cola British HC Championships Bournemouth     |           | NC       | Terre (ext.)    | Linky Boshoff Ilana Kloss     | Sue Mappin          | 6-3, 6-2      | Parcours |
| 5  | 11-07-1977 | Colgate Trophy Kitzbühel                           |           | NC       | Terre (ext.)    | Helen Cawley Rayni Fox        | Jackie Fayter-Hough | 6-1, 6-4      |          |

### Finale en double mixte
| No | Date       | Nom et lieu du tournoi      | Catégorie | Surface      | Vainqueures                    | Partenaire   | Score    |          |
| -- | ---------- | --------------------------- | --------- | ------------ | ------------------------------ | ------------ | -------- | -------- |
| 1  | 24-06-1974 | The Championships Wimbledon | G. Chelem | Gazon (ext.) | Billie Jean King Owen Davidson | Mark Farrell | 6-3, 9-7 | Parcours |

## Parcours en Grand Chelem

### En simple dames
| Année | Open d'Australie (janvier) | Open d'Australie (janvier) | Internationaux de France | Internationaux de France | Wimbledon       | Wimbledon        | US Open         | US Open        | Open d'Australie (décembre) | Open d'Australie (décembre) |
| ----- | -------------------------- | -------------------------- | ------------------------ | ------------------------ | --------------- | ---------------- | --------------- | -------------- | --------------------------- | --------------------------- |
| 1972  | -                          | -                          | -                        | -                        | 2e tour (1/32)  | Lita Sugiarto    | -               | -              | n/a                         | n/a                         |
| 1973  | 3e tour (1/8)              | Evonne Goolagong           | -                        | -                        | 2e tour (1/32)  | Ingrid Löfdahl   | -               | -              | n/a                         | n/a                         |
| 1974  | -                          | -                          | -                        | -                        | 4e tour (1/8)   | Billie Jean King | 1er tour (1/32) | P. Peisachov   | n/a                         | n/a                         |
| 1975  | 3e tour (1/8)              | Kazuko Sawamatsu           | 1er tour (1/32)          | Gail Sherriff            | 3e tour (1/16)  | Natasha Chmyreva | 1er tour (1/32) | Cynthia Sieler | n/a                         | n/a                         |
| 1976  | -                          | -                          | -                        | -                        | 1er tour (1/64) | Joanne Russell   | -               | -              | n/a                         | n/a                         |
| 1977  | -                          | -                          | 2e tour (1/16)           | Florenta Mihai           | 3e tour (1/16)  | M. Navrátilová   | 1er tour (1/64) | B. Hallquist   | -                           | -                           |
| 1978  | n/a                        | n/a                        | -                        | -                        | 2e tour (1/32)  | Françoise Dürr   | -               | -              | -                           | -                           |
| 1979  | n/a                        | n/a                        | -                        | -                        | 1er tour (1/64) | Anne Hobbs       | -               | -              | -                           | -                           |
| 1980  | n/a                        | n/a                        | -                        | -                        | 2e tour (1/32)  | Stacy Margolin   | -               | -              | -                           | -                           |
| 1981  | n/a                        | n/a                        | -                        | -                        | 1er tour (1/64) | Petra Delhees    | -               | -              | -                           | -                           |

À droite du résultat, l’ultime adversaire.

### En double dames
| Année | Open d'Australie (janvier) | Open d'Australie (janvier) | Internationaux de France | Internationaux de France | Wimbledon                     | Wimbledon                   | US Open                      | US Open                   | Open d'Australie (décembre) | Open d'Australie (décembre) |
| ----- | -------------------------- | -------------------------- | ------------------------ | ------------------------ | ----------------------------- | --------------------------- | ---------------------------- | ------------------------- | --------------------------- | --------------------------- |
| 1971  | -                          | -                          | -                        | -                        | 1er tour (1/32) W. Slaughter  | Judy Tegart Virginia Wade   | -                            | -                         | n/a                         | n/a                         |
| 1972  | -                          | -                          | -                        | -                        | 3e tour (1/8) Jackie Fayter   | F. Bonicelli M. Fernández   | -                            | -                         | n/a                         | n/a                         |
| 1973  | 1/4 de finale Glynis Coles | E. Goolagong Janet Young   | -                        | -                        | 2e tour (1/16) Glynis Coles   | K. Ebbinghaus T. Groenman   | 1er tour (1/16) Glynis Coles | Ilana Kloss Pat Pretorius | n/a                         | n/a                         |
| 1974  | -                          | -                          | -                        | -                        | 1/4 de finale Sue Mappin      | Chris Evert Olga Morozova   | 2e tour (1/8) Sue Mappin     | E. Goolagong Peggy Michel | n/a                         | n/a                         |
| 1975  | 1/4 de finale Sue Mappin   | Helen Gourlay Kerry Harris | 2e tour (1/8) Sue Mappin | D. Fromholtz R. Giscafré | 3e tour (1/8) Sue Mappin      | F. Dürr Betty Stöve         | 2e tour (1/8) Sue Mappin     | Chris Evert Navrátilová   | n/a                         | n/a                         |
| 1976  | -                          | -                          | -                        | -                        | 1/2 finale Sue Mappin         | B. J. King Betty Stöve      | -                            | -                         | n/a                         | n/a                         |
| 1977  | -                          | -                          | 1/2 finale Sue Mappin    | Rayni Fox Helen Cawley   | 1/2 finale Sue Mappin         | Helen Cawley J. Russell     | 1/4 de finale Sue Mappin     | R. Richards B. Stuart     | -                           | -                           |
| 1978  | n/a                        | n/a                        | -                        | -                        | 3e tour (1/8) Winnie Shaw     | Mima Jaušovec V. Ruzici     | -                            | -                         | -                           | -                           |
| 1979  | n/a                        | n/a                        | -                        | -                        | 1er tour (1/32) Glynis Coles  | Greer Stevens P. Teeguarden | -                            | -                         | -                           | -                           |
| 1980  | n/a                        | n/a                        | -                        | -                        | 2e tour (1/16) Tanya Harford  | Chris Evert V. Ruzici       | -                            | -                         | -                           | -                           |
| 1981  | n/a                        | n/a                        | -                        | -                        | 1er tour (1/32) Anthea Cooper | Sue Barker Ann Kiyomura     | -                            | -                         | -                           | -                           |

Sous le résultat, la partenaire ; à droite, l’ultime équipe adverse.

### En double mixte
| Année | Open d'Australie (janvier), | Open d'Australie (janvier), | Internationaux de France | Internationaux de France | Wimbledon                    | Wimbledon                   | US Open                    | US Open                     | Open d'Australie (décembre), | Open d'Australie (décembre), |
| ----- | --------------------------- | --------------------------- | ------------------------ | ------------------------ | ---------------------------- | --------------------------- | -------------------------- | --------------------------- | ---------------------------- | ---------------------------- |
| 1972  | n/a                         | n/a                         | -                        | -                        | 2e tour (1/32) V. Amritraj   | C. Coronado J. E. Mandarino | -                          | -                           | n/a                          | n/a                          |
| 1973  | n/a                         | n/a                         | -                        | -                        | 2e tour (1/32) Mark Farrell  | Ilana Kloss B. Mitton       | 1er tour (1/16) John Lloyd | Virginia Wade John Feaver   | n/a                          | n/a                          |
| 1974  | n/a                         | n/a                         | -                        | -                        | Finale Mark Farrell          | B. J. King Owen Davidson    | 1/4 de finale Mark Farrell | P. Teeguarden Geoff Masters | n/a                          | n/a                          |
| 1975  | n/a                         | n/a                         | -                        | -                        | 1er tour (1/32) Mark Farrell | Betty Stöve Allan Stone     | -                          | -                           | n/a                          | n/a                          |
| 1976  | n/a                         | n/a                         | -                        | -                        | 1/4 de finale Mark Farrell   | F. Dürr Tony Roche          | -                          | -                           | n/a                          | n/a                          |
| 1977  | n/a                         | n/a                         | -                        | -                        | 1er tour (1/32) David Lloyd  | Ann Kiyomura Allan Stone    | -                          | -                           | n/a                          | n/a                          |
| 1978  | n/a                         | n/a                         | -                        | -                        | 1/4 de finale David Lloyd    | B. J. King Ray Ruffels      | -                          | -                           | n/a                          | n/a                          |
| 1979  | n/a                         | n/a                         | -                        | -                        | 1/4 de finale David Lloyd    | Betty Stöve Frew McMillan   | -                          | -                           | n/a                          | n/a                          |
| 1980  | n/a                         | n/a                         | -                        | -                        | 2e tour (1/16) David Lloyd   | Ann Kiyomura Tom Leonard    | -                          | -                           | n/a                          | n/a                          |
| 1981  | n/a                         | n/a                         | -                        | -                        | 1/4 de finale John Feaver    | Sherry Acker Cary Leeds     | -                          | -                           | n/a                          | n/a                          |

Sous le résultat, le partenaire ; à droite, l’ultime équipe adverse.